# Cima di Bitonto
La varietà di oliva Cima di Bitonto è coltivata nell'agro bitontino e nelle zone del centro e del sud-ovest della provincia di Bari. È la più diffusa nella zona barese.

## Sinonimi
La varietà Cima di Bitonto è identificata anche con nomi diversi da Bitonto. Essa viene anche chiamata: Aliva baresana, Ascolana, Baresana, Bitontina, Castellaneta, Marinese della Capitanata, Marinese di Lavello, Nostrale di Venosa, Nostrale bitontina, Ogliarola di Bitonto, Ogliarola di Molfetta, Ogliarola di Venosa, Oliva ascolana, Olivo baresano, Olivo d'Ascoli, Olivo nostrale, Olivo paesano, Paesana di Bitonto.

## Area di diffusione
La cultivar è diffusa nella fascia centrale della provincia di Bari con propaggini verso la zona nord-orientale della Basilicata. La concentrazione maggiore si ha nel comune di Bitonto e in quelli circostanti.

## Storia
L'olio bitontino, era molto rinomato già nel XIII secolo. Frequenti erano i rapporti con Venezia che lo richiedeva e valutava più di ogni altro nella penisola italica: veniva venduto infatti a 3 ducati per 1000 libbre a differenza di un solo ducato per tutti gli altri in Italia.
La produzione olearia, perfezionata nel corso del XX secolo, costituisce ancora oggi la più importante risorsa economica della città.

## Caratteri produttivi e agronomici
La varietà è costituita da alberi con rametti lunghi e penduli. Le piante di questa varietà sono generalmente secolari, hanno una spiccata tendenza all'alternanza di produzione e producono un frutto dolce e di ridotte dimensioni. Tra l'altro è spesso utilizzata come pianta impollinatrice.
La pianta plurisecolare è vigorosa, con chioma espansa, produzione in olive scarsa e soggetta ad alternanza, la drupa è di media grandezza con alto contenuto in olio e di precoce maturazione, per cui la sua raccolta inizia già a fine ottobre. La resa varia dal 20 al 25%.

## Olio
L'olio che se ne ricava è di sapore molto gradevole, dal colore giallo intenso tendente al verdino e si riconosce per il suo profumo e sapore di frutto non particolarmente accentuato con residuo sentore di mandorla.

## Scheda tecnica
- Peso medio del frutto: dagli 1 ai 3 g;
- Ambiente ottimale di coltivazione: terreno fertile;
- Epoca di raccolta: da settembre a marzo;
- Vigoria: media.

L'olio proveniente dalla molitura di questa oliva solitamente è dolce, con infimi valori di perossidi e acidità (max 0,21%) in condizioni di normalità; è un olio dal sapore dolce e delicato.